# Vitályos András
Vitályos András (Algyógy, 1901. szeptember 2. – Kolozsvár, 1981. szeptember 18.) erdélyi magyar orvos, orvosi szakíró, egyetemi oktató.

## Életútja
Középiskoláit Sepsiszentgyörgyön a Székely Mikó Kollégiumban, majd a marosvásárhelyi Református Kollégiumban végezte, 1919-ben érettségizett. 1920-tól a kolozsvári egyetem orvosi karának hallgatója. 1924-ben a Titu Vasiliu professzor vezette Kórbonctani Intézetben gyakornok, 1925–29 között tanársegéd. 1927-ben védte meg disszertációját (Contribuţiuni la studiul anatomo-patologic al epiteliomului primitiv, hipofiziar. Kolozsvár, 1927) s kapta meg gyakorló orvosi oklevelét. Az 1920-as évek második felében Gyergyay Árpád fül-orr-gégészeti szanatóriumában segédorvos, 1929-ben Bécsben, 1930-ban Bécsben, Berlinben és Amszterdamban folytatott kórszövettani és laboratóriumi tanulmányokat. 1929-től 1940-ig a Mátyás Mátyás vezette Park Szanatórium kórszövettani laboratóriumának főorvosa. Emellett 1930–33 között a Nőgyógyászati Klinikán gyakornok és a biológiai laboratórium főnöke, majd két évig a Iuliu Haţieganu vezetése alatt álló Belgyógyászati Klinika tiszteletdíjas gyakornoka; 1935-től magánlaboratóriumot is működtetett, s 1937-től hormonelőállítással foglalkozott. 1940-ben a Kolozsvárra visszatérő Ferenc József Tudományegyetem Haranghy László igazgatta Kórbonctani Intézetének adjunktusa lett. 1941-ben elnyerte a Marosvásárhelyi Állami Kórház kórbonctani-laboratóriumi főorvosi állását, mellette biztosítótársasági és vasúti szakorvosként is dolgozott. 1945–46-ban a székelyudvarhelyi közegészségügyi laboratórium vezetője volt; 1946-ban sikeresen pályázott a marosvásárhelyi OGYI közegészségügyi tanszékére, de nem került sor kinevezésére. Ugyancsak pályázat útján 1946-ban elnyerte a kolozsvári egyetem endokrinológiai tanszékének előadótanári állását. Egyike volt az itteni szakklinika megalapítóinak. 1952-ben megfosztották egyetemi rangjától, csak kórházi főorvosként dolgozhatott; az 1950-es évek második felében betegnyugdíjba vonult, s magánrendelőjében folytatta nőgyógyász-endokrinológusi gyógyító munkáját.

## Tudományos munkássága
Tudományos munkásságát a kolozsvári Kórbonctani Intézetben kezdte, kórszövettannal és parazitológiával is foglalkozott. Szemlecikkeit, esetismertetéseit, első dolgozatait a Clujul Medical c. folyóirat közölte, 1927–32 között. Az 1930-as években főleg az endokrin-hormonkutatással, nőgyógyászati hormonzavarok kutatásával foglalkozott. Az 1930-as évek második felében a hormonizolálás és -előállítás került munkássága előterébe. Vemhes kancák vizeletéből kristályos folliculint, valamint gonadotrop hormont vont ki. Eredményeiről kolozsvári (Revista Medicală–Orvosi Szemle), berlini (Virchov’s Archiv), budapesti (Orvosi Hetilap, Magyar Nőgyógyászat), francia és holland szakfolyóiratokban számolt be. Az 1940-es években laboratóriumok szervezése hárult rá: a kolozsvári Kórbonctani Intézetben, majd Marosvásárhelyen a szövettani, bakteriológiai, szerológiai, vegytani és biológiai laborvizsgálatokat kellett beindítania. Kolozsvárra visszatérve, az endokrinológiai vizsgálatokat itt is ő alapozta meg. Az 1950-es években néhány dolgozata a Studii şi Cercetări de Endocrinologie, valamint az Obstetrică şi Ginecologie című szakközlönyökben jelent meg. Munkásságát I. C. Parhon, a román endokrinológia megteremtője is nagyra becsülte. Tagja volt az EME Orvostudományi Szakosztályának, valamint több külföldi szaktestületnek. Körülbelül félszáz dolgozatot közölt.

## Kötete
- Note rezumative şi referate de endocrinologie. După prelegerile ţinute de prof. dr. Al. Crăiniceanu şi conf. dr. A. Vitályos II. kiad. (egyetemi jegyzet, Kolozsvár, 1949).

Társszerzőként vett részt az Ember és egészség c. kislexikon (Kis Zoltánnal és Holicska Dezsővel, Bukarest, 1974. Kriterion Kézikönyvek), munkatársként az A. Pora szerkesztette Dicţionarul sănătăţii (Bukarest, 1978) kiadásában.